# Boris Szyłkow
Boris Arsienjewicz Szyłkow, ros. Борис Арсеньевич Шилков (ur. 28 czerwca 1927 w Archangielsku, zm. 27 czerwca 2015 w Petersburgu) – rosyjski panczenista reprezentujący ZSRR, złoty medalista olimpijski i czterokrotny medalista mistrzostw świata.

## Kariera
Pierwszy sukces w karierze Boris Szyłkow osiągnął w 1953 roku, kiedy zdobył srebrny medal podczas wielobojowych mistrzostw świata w Helsinkach. Uległ tam jedynie swemu rodakowi, Olegowi Gonczarienko, a trzecie miejsce zajął Holender Wim van der Voort. W 1954 roku zwyciężył zarówno na mistrzostwach świata w Sapporo, jak i podczas mistrzostw Europy w Davos. Kolejny medal zdobył na rozgrywanych w 1955 roku mistrzostwach świata w Moskwie, gdzie był trzeci za Szwedem Sigvardem Ericssonem i Olegiem Gonczarienko. W 1956 roku brał udział w igrzyskach olimpijskich w Cortina d’Ampezzo, zdobywając złoty medal na dystansie 5000 m. Na tych samych igrzyskach był też ósmy w biegu na 1500 m. Ostatni medal wywalczył rok później, zajmując drugie miejsce na mistrzostwach świata w Östersund. W zawodach tych wyprzedził go jedynie Norweg Knut Johannesen. W latach 1953–1955 był mistrzem ZSRR w wieloboju i biegach na 1500 i 5000 m, zwyciężając także na dystansie 10 000 m w 1955 roku.
Ustanowił dwa rekordy świata.
Po zakończeniu kariery został trenerem, w latach 1959-1962 pracował w klubie Trud Leningrad, a w latach 1962-1964 i 1966-1968 prowadził reprezentację ZSRR.

### Mistrzostwa świata
- Mistrzostwa świata w wieloboju
  - złoto – 1954
  - srebro – 1953, 1957
  - brąz – 1955